# Episodi di Away
La prima stagione della serie televisiva Away è stata interamente pubblicata su Netflix il 4 settembre 2020.
| nº | Titolo originale   | Titolo italiano      | Pubblicazione originale | Pubblicazione Italia |
| -- | ------------------ | -------------------- | ----------------------- | -------------------- |
| 1  | Go                 | Vai                  | 4 settembre 2020        | 4 settembre 2020     |
| 2  | Negative Return    | Punto di non ritorno | 4 settembre 2020        | 4 settembre 2020     |
| 3  | Half the Sky       | Metà del cielo       | 4 settembre 2020        | 4 settembre 2020     |
| 4  | Excellent Chariots | Carri fantastici     | 4 settembre 2020        | 4 settembre 2020     |
| 5  | Space Dogs         | Cani spaziali        | 4 settembre 2020        | 4 settembre 2020     |
| 6  | A Little Faith     | Questione di fede    | 4 settembre 2020        | 4 settembre 2020     |
| 7  | Goodnight, Mars    | Buonanotte, Marte    | 4 settembre 2020        | 4 settembre 2020     |
| 8  | Vital Signs        | Segni di vita        | 4 settembre 2020        | 4 settembre 2020     |
| 9  | Spektr             | Spektr               | 4 settembre 2020        | 4 settembre 2020     |
| 10 | Home               | Casa                 | 4 settembre 2020        | 4 settembre 2020     |

## Vai
- Titolo originale: Go
- Diretto da: Edward Zwick
- Scritto da: Andrew Hinderaker

### Trama
La prima missione con equipaggio su Marte si prepara per il lancio. Il suo comandante, Emma Green, affronta le tensioni all'interno del suo equipaggio quando scoppia un incendio nella loro nave, Atlas, e lei è ritenuta responsabile. Il marito di Emma, Matt, che lavora con il Mission Control della NASA, ha un ictus e si sottopone ad un intervento chirurgico. Emma considera la richiesta di essere rimossa dalla missione, ma è incoraggiata da Matt a restare. L'Atlas parte con successo per Marte dalla base di sosta sulla Luna.